# Варшавский троллейбус
Варшавский троллейбус — троллейбусная система Варшавы, существовавшая в столице Польши в периоды с 1946 года по 1973 год и с 1983 по 1995 годы. Максимальное число маршрутов в первом периоде — 10; во втором периоде функционировал лишь один маршрут троллейбуса. Подвижной состав Ятб , Škoda 9Tr, Зиу-682, Б/У троллейбусы из немецкоязычных стран

## 1946—1973
Во время Второй мировой войны большая часть инфраструктуры общественного транспорта в Варшаве была уничтожена. Город нуждался в дешёвой и эффективной транспортной системе. В 1945 году из Москвы были приобретены 30 использованных ранее советских троллейбусов, а также необходимый материал для монтажа троллейбусных линий. Первые два маршрута в Варшаве открылись 5 января 1946 года. К 1955 году были открыты 5 новых маршрутов троллейбуса, а существующие расширены. Таким образом, центр города был покрыт троллейбусными маршрутами.
С 1967 года начался период быстрого снижения количества троллейбусов и троллейбусных маршрутов в Варшаве. Последний троллейбусный маршрут (52) был закрыт 29 июня 1973 года.